# I'm Still Standing
«I'm Still Standing» es una canción del músico de rock británico Elton John, de su álbum de 1983, Too Low for Zero. John dijo que esta fue «mi reacción a seguir siendo relevante y exitoso a principios de la década de 1980, post-punk y con los new romantics entrando sigilosamente».

## Canción
Ayudado en parte por un video que promociona la canción en la entonces nueva MTV, «I'm Still Standing» se convirtió en un gran éxito para John en ambos lados del Atlántico, llegando al número 1 en Canadá y Suiza, en el puesto 4 en Reino Unido, y en el puesto 12 en los Estados Unidos en el Billboard Hot 100.

## Video promocional
El video, dirigido por Russell Mulcahy, fue filmado en Cannes (InterContinental Carlton Cannes) y Niza en la Costa Azul en Francia y presenta los colores de la bandera francesa.
Bruno Tonioli,  más tarde un juez en el éxito programa Strictly Come Dancing de la BBC (Reino Unido) y su adaptación estadounidense, Dancing with the Stars de ABC en los Estados Unidos, aparece como uno de los bailarines en el video.
Se debía filmar en el transcurso de dos días, pero una cámara llena de la película del primer día se arruinó cuando Mulcahy accidentalmente cayó al mar con ella. Por lo tanto, tuvo que ser filmado nuevamente en otro día.
Durante el rodaje del video, John se encontró con Duran Duran. Se quejaba de que estaba agotado por haber estado despierto desde las 4 de la mañana. Simon Le Bon decidió que John debía tomarse un martini. «Así lo hice», recordó John más tarde, «Me tomé seis».
En su libro Wild Boy: My Life in Duran Duran, Andy Taylor habla de la experiencia:
«Hubo muchas celebridades en Cannes y un día descubrimos que Elton John estaba en la ciudad filmando el video de su canción "I'm Still Standing". Esto fue antes de que Elton se volviera abstemio, por lo que todavía era un animal de fiesta humeante; fuimos a verlo a su hotel y pasamos la tarde bombardeando Martinis. Decidimos que sería una risa emborracharlo y le arrojábamos las bebidas. "Ooh, sois adorables chicos", chilló, amando cada minuto. Lo emborrachamos tanto que eventualmente subió y la lio parda en su suite. Causó todo tipo de caos, pero fue una gran fiesta».
A la mañana siguiente, John se despertó con una resaca y entró a la habitación de su asistente personal, que estaba «nivelado», y le preguntó «¿Qué pasó?» Su asistente se rio: «¡Te desmayaste!»

## Versiones
- Martha Wash versionó la canción en la banda sonora de The First Wives Club.
- La canción fue presentada en un episodio de la serie musical de televisión efímera, Viva Laughlin, e interpretada por el personaje A.J, en el musical Love Shack.
- La canción fue versionada en Glee en el episodio de tercera temporada, «Big Brother»,que se emitió el 10 de abril de 2012, a dúo por Dianna Agron y Kevin McHale. Blake Jenner versionó esta canción como una última oportunidad en la segunda temporada de The Glee Project.
- Una novedad de grindcore de diez segundos de duración de la canción aparece en el álbum de 1995 de Anal Cunt, Top 40 Hits.
- Fearless Vampire Killers realizó una versión en vivo
- La canción fue versioanda por la banda danesa Dúné y Ericka Jane del mismo país, junto a un video musical producido por Pineapple Entertainment.
- Taron Egerton interpretó la canción en dos películas distintas. Primero, como su personaje Johnny, en el musical animado de 2016 Sing y su banda sonora; y luego en el papel del propio Elton John en la película biográfica Rocketman de 2019.
- En 1984, el grupo juvenil mexicano  Fresas con Crema, grabó una versión al español llamada “Estoy solo”. Dicho cover es muy poco conocido y es muy difícil de hallar en versión digital.

## Presentaciones de versiones en vivo
La canción ha sido versionada cuatro veces en la versión británica de the UK version of The X Factor: por Lloyd Daniels en la serie 6, Wagner en la serie 7, Christopher Maloney en la serie 9 y Stevi Ritche en la serie 11. Diana DeGarmo  y Naima Adedapo también interpretaron la canción en la tercera y décima temporada de American Idol, respectivamente.

## Lista de canciones
- Sencillo de 7" (Estados Unidos)

1. «I'm Still Standing» - 3:00
2. «Love So Cold» - 5:08

- Sencillo de 7" (Reino Unido)

1. «I'm Still Standing» - 3:00
2. «Earn While You Learn» - 6:42

- Este sencillo también estaba disponible como un disco de imagen en forma de piano.

- Sencillo de 12" (Reino Unido)

1. «I'm Still Standing» (versión extendida) – 3:45
2. «Earn While You Learn» - 6:42

## Personal
- Elton John – piano, sintetizador, voz
- Davey Johnstone – guitarra eléctrica, coros
- Dee Murray – bajo eléctrico, coros
- Nigel Olsson – batería, coros

## Listas
| Lista (1983)                                  | Posición más alta |
| --------------------------------------------- | ----------------- |
| Alemania (Media Control AG)                   | 10                |
| Australia (Kent Music Report)                 | 3                 |
| Bélgica (Flandes) (Ultratop 50)               | 11                |
| Canadá (RPM Canada Top Singles)               | 1                 |
| Estados Unidos (Billboard Hot 100)            | 12                |
| Estados Unidos (Billboard Adult Contemporary) | 28                |
| Estados Unidos (Billboard Mainstream Rock)    | 34                |
| Estados Unidos (Cash Box Top 100)             | 18                |
| Irlanda (IRMA)                                | 2                 |
| Nueva Zelanda (Recorded Music NZ)             | 30                |
| Países Bajos (Mega Single Top 100)            | 16                |
| Países Bajos (Dutch Top 40)                   | 8                 |
| Reino Unido (UK Singles Chart)                | 4                 |
| Sudáfrica (Springbok Radio)                   | 9                 |
| Suiza (Schweizer Hitparade)                   | 1                 |

| Lista (2018)                     | Posición más alta |
| -------------------------------- | ----------------- |
| Polonia (Polish Airplay Top 100) | 52                |

| Lista (1983)                         | Posición |
| ------------------------------------ | -------- |
| Australia (Kent Music Report)        | 19       |
| Canadá (RPM Canada Top Singles)      | 45       |
| Estados Unidos (Billboard Hot 100)   | 74       |
| Reino Unido (Official Single Charts) | 49       |
| Suiza (Schweizer Hitparade)          | 12       |

## Certificaciones
| País                                                     | Certificación | Ventas   |
| -------------------------------------------------------- | ------------- | -------- |
| Reino Unido (BPI)                                        | Plata         | 250 000^ |
| ^cifras de envíos basadas únicamente en la certificación |               |          |